# Pedro Eduardo Real
Pedro Eduardo Real (Buenos Aires, 1911-ibídem, 2 de marzo de 2006) fue un abogado argentino. Desarrolló parte de su carrera en el Banco Central de la República Argentina, siendo su presidente entre 1967 y 1969. Luego fue embajador en Estados Unidos entre 1970 y 1971.

## Biografía
Estudió abogacía en la Facultad de Derecho y Ciencias Sociales de la Universidad de Buenos Aires, graduándose en 1935. En su vida profesional se dedicó a las finanzas.
Comenzó a trabajar en el Banco Central de la República Argentina en 1935, y a lo largo de su carrera ocupó diversos puestos como subgerente y gerente general. En 1944 fue subsecretario de Hacienda y Obras Públicas en la intervención de facto de la provincia de Tucumán en el marco de la Revolución del 43.
En la década de 1940 integró el Ateneo de la República, club elitista fundado por Mario Amadeo, del cual fue presidente.
En 1963 fue vicepresidente del Banco Central y, entre 1967 y 1969 ocupó la presidencia del mismo durante el gobierno de facto de Juan Carlos Onganía (siendo Ministro de Economía Adalbert Krieger Vasena). Fue representante argentino ante organismos económicos internacionales como el Banco Mundial, el Fondo Monetario Internacional y el Banco Interamericano de Desarrollo.
En 1970 Onganía lo designó embajador en Estados Unidos, presentando sus cartas credenciales a Richard Nixon el 20 de febrero de 1970. Ocupó el cargo hasta junio de 1971.
En 1980, durante la dictadura militar autodenominada Proceso de Reorganización Nacional, fue presidente del Fondo Nacional de las Artes.
En el sector privado fue asesor en el Banco Ganadero, director del Banco Sur y presidente de una metalúrgica y de una fábrica de cables telefónicos. En el ámbito académico, fue miembro del Consejo Argentino para las Relaciones Internacionales y de la Academia del Plata.
Falleció en marzo de 2006 a los 95 años.